# Munroe Bourne
Frederick Munroe Bourne (* 26. Juni 1910 in Victoria; † 11. Juli 1992 in Rothesay) war ein kanadischer Schwimmer.

## Karriere
Bourne begann seine sportliche Laufbahn bei der Montreal Amateur Athletic Association. 1927 nahm er sein Studium an der McGill University auf und war fortan Teil der Schwimmmannschaft der Hochschule. Im Jahr 1928 folgte seine erste Teilnahme an Olympischen Spielen. In Amsterdam erreichte er mit der kanadischen Staffel über 4 × 200 m Freistil den dritten Rang und sicherte sich somit Bronze. In der Einzeldisziplin 100 m Freistil scheiterte er im Vorlauf, über 100 m Rücken gelang ihm der Halbfinaleinzug. Zwei Jahre später nahm er an den British Empire Games in Hamilton teil. Hier gewann er Gold über 100 Yards Freistil, ebenso wie mit der Staffel über 4 × 200 Yards Freistil – die Disziplin 400 Yards Freistil beendete er als Sechster.
1931 schloss er sein Studium in Montreal in den Fächern Englisch und Politikwissenschaften ab. Im Folgejahr erhielt er ein Rhodes-Stipendium, das zum Studium an der University of Oxford berechtigte. Bevor er zu seinem Studium nach England aufbrach, nahm er an den Spielen in Los Angeles teil. Hier erreichte er mit der Staffel über 4 × 200 m Freistil den vierten Rang. Im Einzelwettbewerb über 100 m Rücken konnte er ins Halbfinale einziehen – über 100 m Freistil scheiterte er als Dritter seines Vorlaufs am Weiterkommen. 1935 kehrte er an die McGill University zurück und erhielt dort zwei Jahre später einen Abschluss in Medizin. Im Jahr 1936 nahm er in Berlin an seinen dritten und letzten Spielen teil. Auch hier startete er in selbigen drei Wettbewerben – mit der Staffel über 4 × 200 m Freistil wurde er Siebter, über 100 m Freistil und 100 m Rücken überstand er die Vorläufe nicht.
Später diente er im Zweiten Weltkrieg beim kanadischen Heer und stieg hier zum Rang eines Majors auf. Anschließend arbeitete er als Arzt. 1996 wurde er posthum in die McGill Athletics Hall of Fame aufgenommen.